# Aldebaran b
Aldebaran b – planeta pozasłoneczna typu gazowy olbrzym, znajdująca się w odległości około 67 lat świetlnych od Ziemi w gwiazdozbiorze Byka. Krąży wokół jasnej gwiazdy, czerwonego olbrzyma Aldebarana. 
W 1993 stwierdzono, że Aldebaran wykazuje długookresowe oscylacje prędkości radialnej, które mogły wskazywać na obecność niezaobserwowanego wcześniej, niegwiazdowego towarzysza. Jednak autorzy uznali, że zmiany były prawdopodobnie spowodowane przez czynniki wewnętrzne, a nie grawitacyjny wpływ towarzysza, jako że podobne olbrzymy również wykazywały takie oscylacje. Dopiero w 2015 udało się oddzielić sygnały powodowane przez wewnętrzną aktywność gwiazdy od wywołanego przez oddziaływanie towarzysza i potwierdzić istnienie planety Aldebaran b, będącej gazowym olbrzymem 6,5 razy masywniejszym od Jowisza, okrążającym gwiazdę co 1,7 roku ziemskiego.